# 버네사 벨 캘러웨이

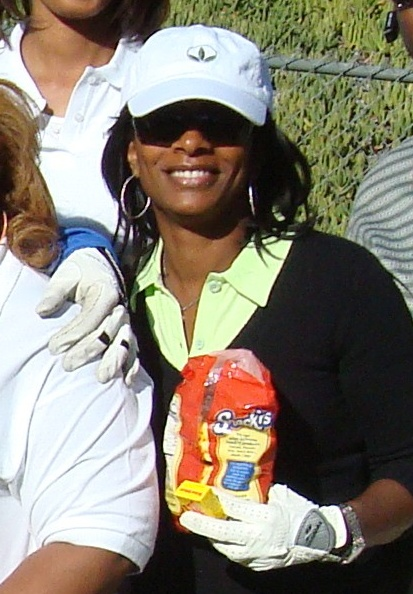

버네사 벨 캘러웨이(영어: Vanessa Bell Calloway, 1957년 3월 20일 ~ )는 미국의 배우이다.
클리블랜드에서 태어났다.

## 출연 작품
- 언브로큰: 패스 투 리뎀션 (2018년)
- 사우스사이드 위드 유 (2016년) - 마리안 로빈슨 역
- 더 바운스 백 (2016년)
- 목사의 아들 (2015년)
- 비트윈 시스터즈 (2013년) - 릴리언 역
- 홀라 2 (2013, Holla II) - 마리온 역
- 더 라스트 폴 (2012년) - 마리 비숍 역
- 오바마 이펙트 (I) (2012년)
- 트루리 브레시드 (2009년)
- 굿 헤어 (2009년)
- 레이크뷰 테라스 (2008년)
- 스톰핀 (2007년)
- 러브 돈 코스트 어 씽 (2003년)
- 바이커 보이즈 (2003년)
- 열두 명의 웬수들 (2003년)
- 주까? 마까! (2002년)
- 레드 스니커즈 (2002년)
- 브라더스 (2001, The Brothers)
- 더 디스트릭트 (2000년)
- Love Song (2000)
- 더 체로키 키드 (1996년)
- 제로 스코어 (1996년)
- 데이라잇 (1996년) - 그레이스 캘로웨이 역
- 크림슨 타이드 (1995년)
- 잉크웰 (1994년)
- 어제 오늘 그리고 내일 (1993년)
- 사이보 걸 (1992년)
- 멤피스에서 생긴 일 (1992년)
- 공포의 헬스 크럽 (1990년)
- 구혼 작전 (1988년)

### 텔레비전
- The Temptations (1998) - 조니 메이 매슈스 역
- 우리 생애 나날들 (1985)
- 셰임리스 (2011-21)